# Nach dem Theater

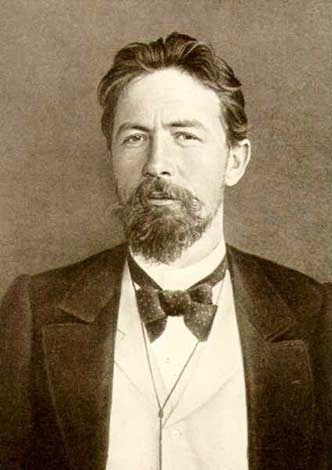
Anton Tschechow

Nach dem Theater (russisch После театра Posle teatra) ist eine Kurzgeschichte des russischen Schriftstellers Anton Tschechow, die am 7. April 1892 in der Peterburgskaja gaseta unter dem Titel Freude erschien. Gegen Ende der 1880er-Jahre hatte der Autor an einem Roman gearbeitet, den er schließlich verwarf und diese kleine Geschichte aus dem Textkorpus herauslöste.
Der Text kam 1948 auf den deutschsprachigen Buchmarkt. Andere Übersetzungen: 1901 ins Slowakische (Po divadle), 1902 ins Serbokroatische (После позоришта) sowie 1903 ins Polnische (Po teatrze) und Tschechische (Po divadle).

## Inhalt
Die 16-jährige Nadja Selenina hat noch keinen Mann geliebt, doch es gibt bereits zwei Verehrer – den Offizier Gorny und den Studenten Grusdew.
Während der Aufführung des Onegin ist Nadja an dem Opernabend an der Seite ihrer Frau Mama mit einer ihr bis dato nicht geläufigen Form der Liebe zwischen Mann und Frau bekannt geworden. Interessant, findet Nadja, Tatjana liebt Onegin, aber er liebt sie nicht.
Diese neuartige Variante von Liebe verarbeitet Nadja zu Hause vor dem Schlafengehen in einem Brief an Gorny. Er liebe sie ja gar nicht, sondern beteuere jenes wundervolle Gefühl lediglich. Dann fügt die Schreiberin noch bei, was für ein sympathischer junger Mann der Student Grusdew ist.
Nadja zerreißt den Brief und möchte nun Grusdew lieben. Die Konstruktion einer Liebesbeziehung zu Grusdew erweist sich als Gedankenakrobatik, der sie nach diesem aufwühlenden Opernabend nicht gewachsen ist. Verwirrt lacht Nadja frei heraus und weiß nicht, „wohin mit der großen Freude, die sie quält[e] …“

## Rezeption
- 9. Juni 2007: Philosophisch gesehen referiert S. A. Lischajew (Samara)[5] in dieser „handlungslosen Kurzgeschichte“ knapp Nadjas Freude am Dasein. Das junge Mädchen verleiht in ihren Schreibversuchen der Vorfreude, evoziert durch das Opernerlebnis, Gestalt in dem Sinne: Etwas Ungekanntes, Wundervolles kommt auf sie zu – die Liebe zu einem Manne.

## Deutschsprachige Ausgaben

### Erstausgabe
- Anton Tschechow: Nach dem Theater. Die Choristin. In der Postmeisterei. Schwerblütige Leute. Bagatellen. Der Mann im Futteral. Bavaria Verlag, Gauting 1948 (40 Seiten)

### Verwendete Ausgabe
- Nach dem Theater. Aus dem Russischen übersetzt von Ada Knipper und Gerhard Dick. In: Anton Tschechow: Weiberwirtschaft. Meistererzählungen, Band aus: Gerhard Dick, Wolf Düwel (Hrsg.): Anton Tschechow: Gesammelte Werke in Einzelbänden. 1. Auflage. Rütten & Loening, Berlin 1966, S. 88–91 (582 Seiten).